# 中村麻裕
中村麻裕（日语：／ Nakamura Mayu，1995年3月13日—），日本女子羽毛球運動員。福冈縣出生，畢業於九州国際大学，2017年加入西京銀行，並為ACT SAIKYO羽毛球隊的成員，隊員編號為6號。

## 簡歷
2019年8月，中村麻裕出戰秋田羽毛球大师赛，與重田美空合作闯进女子双打项目半决赛。职业生涯首次在世界羽联世界巡回赛超级100赛级别的赛事中打入四强。

## 主要比賽成績
只列出曾進入準決賽的國際賽事成績：
| 年份   | 賽事                 | 公開賽級別 | 項目     | 拍檔     | 成績   |
| ------ | -------------------- | ---------- | -------- | -------- | ------ |
| 2012年 | 亚洲青年羽毛球錦標賽 | 其他       | 混合團體 | -        | 冠軍   |
| 2019年 | 秋田羽毛球大师赛     | 超級100賽  | 女子雙打 | 重田美空 | 準決賽 |

| 2007-2017年 | 首要超級賽 | 超級賽 | 黃金大獎賽 | 大獎賽 | 國際挑戰賽 | 國際系列賽 | 未來系列賽 | 其他 |

| 2018-2026年 | 總決賽 | 超級1000賽 | 超級750賽 | 超級500賽 | 超級300賽 | 超級100賽 | 國際挑戰賽 | 國際系列賽 | 未來系列賽 | 其他 |